# Los Angeles Lakers 1971-1972
La stagione 1971-72 dei Los Angeles Lakers fu la 23ª nella NBA per la franchigia.
I Los Angeles Lakers vinsero la Pacific Division della Western Conference con un record di 69-13. Nei play-off vinsero la semifinale di conference con i Chicago Bulls (4-0), la finale di conference con i Milwaukee Bucks (4-2), vincendo poi il titolo battendo nella finale NBA i New York Knicks (4-1).
I Lakers 1971-1972 sono stati inseriti nel 1996 tra le 10 migliori squadre della storia NBA.

## Western Conference
| Squadra             | V  | P  | %    | GB |
| ------------------- | -- | -- | ---- | -- |
| L.A. Lakers C       | 69 | 13 | 84,1 | -  |
| G.S. Warriors       | 51 | 31 | 62,2 | 18 |
| Seattle S.Sonics    | 47 | 35 | 57,3 | 22 |
| Houston Rockets     | 34 | 48 | 41,5 | 35 |
| Portland T. Blazers | 18 | 64 | 22,0 | 51 |

## Roster
| \| Pos. \| Num. \| Naz. \| Nome \| Altezza \| Peso \| Data nascita \| Provenienza \| \| ---- \| ---- \| ---- \| ----------------- \| ------- \| ------ \| ------------ \| ------------- \| \| A \| 22 \| \| Baylor, Elgin \| 196 cm \| 102 kg \| 16-09-1934 \| Seattle \| \| C \| 13 \| \| Chamberlain, Wilt \| 216 cm \| 125 kg \| 21-08-1936 \| Kansas \| \| G \| 11 \| \| Cleamons, Jim \| 191 cm \| 84 kg \| 13-09-1949 \| Ohio State \| \| A/C \| 14 \| \| Ellis, LeRoy \| 208 cm \| 95 kg \| 10-03-1940 \| St. John's \| \| G/AP \| 24 \| \| Erickson, Keith \| 196 cm \| 88 kg \| 19-04-1944 \| UCLA \| \| G \| 25 \| \| Goodrich, Gail \| 185 cm \| 77 kg \| 23-04-1943 \| UCLA \| \| A \| 52 \| \| Hairston, Happy \| 201 cm \| 102 kg \| 31-05-1942 \| New York \| \| A \| 5 \| \| McMillian, Jim \| 196 cm \| 98 kg \| 11-03-1948 \| Columbia \| \| G/AP \| 12 \| \| Riley, Pat \| 193 cm \| 93 kg \| 20-03-1945 \| Kentucky \| \| G \| 21 \| \| Robinson, Flynn \| 185 cm \| 84 kg \| 28-04-1941 \| Wyoming \| \| A \| 31 \| \| Trapp, John \| 201 cm \| 95 kg \| 02-10-1945 \| UNLV \| \| G/AP \| 44 \| \| West, Jerry \| 188 cm \| 79 kg \| 28-05-1938 \| West Virginia \| | Allenatore - Bill Sharman Assistente/i - K.C. Jones - Frank O'Neill Legenda - (C) Capitano - (FA) Free agent - (S) Sospeso - (TW) Contratto Two-way - (GL) Assegnato a squadra G League affiliata - Infortunato Roster • Transazioni · Ultima transazione: 18 maggio 1972 |                        |                   |         |        |              |               |
| Pos. | Num. | Naz.                   | Nome              | Altezza | Peso   | Data nascita | Provenienza   |
| A | 22 | Stati Uniti (bandiera) | Baylor, Elgin     | 196 cm  | 102 kg | 16-09-1934   | Seattle       |
| C | 13 | Stati Uniti (bandiera) | Chamberlain, Wilt | 216 cm  | 125 kg | 21-08-1936   | Kansas        |
| G | 11 | Stati Uniti (bandiera) | Cleamons, Jim     | 191 cm  | 84 kg  | 13-09-1949   | Ohio State    |
| A/C | 14 | Stati Uniti (bandiera) | Ellis, LeRoy      | 208 cm  | 95 kg  | 10-03-1940   | St. John's    |
| G/AP | 24 | Stati Uniti (bandiera) | Erickson, Keith   | 196 cm  | 88 kg  | 19-04-1944   | UCLA          |
| G | 25 | Stati Uniti (bandiera) | Goodrich, Gail    | 185 cm  | 77 kg  | 23-04-1943   | UCLA          |
| A | 52 | Stati Uniti (bandiera) | Hairston, Happy   | 201 cm  | 102 kg | 31-05-1942   | New York      |
| A | 5 | Stati Uniti (bandiera) | McMillian, Jim    | 196 cm  | 98 kg  | 11-03-1948   | Columbia      |
| G/AP | 12 | Stati Uniti (bandiera) | Riley, Pat        | 193 cm  | 93 kg  | 20-03-1945   | Kentucky      |
| G | 21 | Stati Uniti (bandiera) | Robinson, Flynn   | 185 cm  | 84 kg  | 28-04-1941   | Wyoming       |
| A | 31 | Stati Uniti (bandiera) | Trapp, John       | 201 cm  | 95 kg  | 02-10-1945   | UNLV          |
| G/AP | 44 | Stati Uniti (bandiera) | West, Jerry       | 188 cm  | 79 kg  | 28-05-1938   | West Virginia |